# Носов Борис Дмитрович
Борис Дмитрович Но́сов (5 серпня 1911, Карачев — 8 вересня 1975, Київ) — український радянський живописець; член Спілки радянських художників України з 1950-х років.

## Біографія
Народився 5 серпня 1911 року в місті Карачеві (нині Брянська область, Росія). 1945 року закінчив Київський художній інститут, де навчався у Карпа Трохименка, Михайла Шаронова.
Мешкав у Києві в будинку на вулиці Стеценка, № 4, квартира № 7. Помер у Києві 8 вересня 1975 року.

## Творчість
Працював у галузі станкового живопису. Серед робіт:
- «Тарас Шевченко в майстерні богомаза в учнях» (1939);
- «Микита. Хрущов на відбудові Хрещатика» (1946);
- «Поклади калійної солі на Калузькому калійному комбінаті» (1950);
- «Площа в Станіславі» (1950).

Брав участь у республіканських виставках з 1947 року.